# Стрељаштво на Летњим олимпијским играма 1896 — пушка слободног избора тростав за мушкарце
Такмичење у гађања војникчом пушком слободног избора, била једна од 5 дисцилина у стрељаштву на Олимпијским играма 1896 у Атини. То је било друго гађање пушком и последња дисциплина у стрељаштву. Гађало се 11. априла са удаљености од 300 метара. а свали стрелац је испалио 4 пута по 10, укупно 40 метака. Пријављено је био 25, а учествовало је 20 стрелаца из 3 земље. Пошто је тга дана пре ове била још једна дисциплина, такмичење се одужили тако да није завршено због марка, па је довршено следећег јутра. До прекида је водио Јоанис Франгудис, али сутрадан је победио Јоргос Орфанидис са 37 хитаца погођених у мету.

## Освајачи медаља
| Јоргос Орфанидис Грчка | Јоанис Франгудис Грчка | Виго Јенсен Данска |

## Коначан пласман
| Место | Стрелац                            | Резултат      | Хитац         | 1             | 2             | 3             | 4             |
| ----- | ---------------------------------- | ------------- | ------------- | ------------- | ------------- | ------------- | ------------- |
|       | Јоргос Орфанидис Грчка             | 1.583         | 37            | 328           | 520           | 420           | 315           |
|       | Јоанис Франгудис Грчка             | 1.312         | 31            | 470           | 192           | 440           | 210           |
|       | Виго Јенсен Данска                 | 1.305         | 31            | 392           | 423           | 280           | 210           |
| 4.    | Анастасиос Метаксас Грчка          | 1.102         | непознато     | непознато     | непознато     | непознато     | непознато     |
| 5.    | Пантелис Карасевдас Грчка          | 1.039         | непознато     | непознато     | непознато     | непознато     | непознато     |
| 6-18. | Антелоханасис Грчка                | непознато     | непознато     | непознато     | непознато     | непознато     | непознато     |
| 6-18. | Јоргос Дијамантис Грчка            | непознато     | непознато     | непознато     | непознато     | непознато     | непознато     |
| 6-18. | Alexios Fetsios Грчка              | непознато     | непознато     | непознато     | непознато     | непознато     | непознато     |
| 6-18. | Каракацанис Грчка                  | непознато     | непознато     | непознато     | непознато     | непознато     | непознато     |
| 6-18. | Кацидакис Грчка                    | непознато     | непознато     | непознато     | непознато     | непознато     | непознато     |
| 6-18. | Николоас Левидис Грчка             | непознато     | непознато     | непознато     | непознато     | непознато     | непознато     |
| 6-18. | Sidney Merlin Уједињено Краљевство | непознато     | непознато     | непознато     | непознато     | непознато     | непознато     |
| 6-18. | Зенон Михаилидис Грчка             | непознато     | непознато     | непознато     | непознато     | непознато     | непознато     |
| 6-18. | Мустакопулос Грчка                 | непознато     | непознато     | непознато     | непознато     | непознато     | непознато     |
| 6-18. | Павлос Павлидис Грчка              | непознато     | непознато     | непознато     | непознато     | непознато     | непознато     |
| 6-18. | Александрос Теофилакис Грчка       | непознато     | непознато     | непознато     | непознато     | непознато     | непознато     |
| 6-18. | Јоанис Теофилакис Грчка            | непознато     | непознато     | непознато     | непознато     | непознато     | непознато     |
| 6-18. | Николаос Трикупис Грчка            | непознато     | непознато     | непознато     | непознато     | непознато     | непознато     |
| –     | Leonidas Langakis Грчка            | нису завршили | нису завршили | нису завршили | нису завршили | нису завршили | нису завршили |
| –     | Јоанис Вуракис Грчка               | нису завршили | нису завршили | нису завршили | нису завршили | нису завршили | нису завршили |